# Епістаз

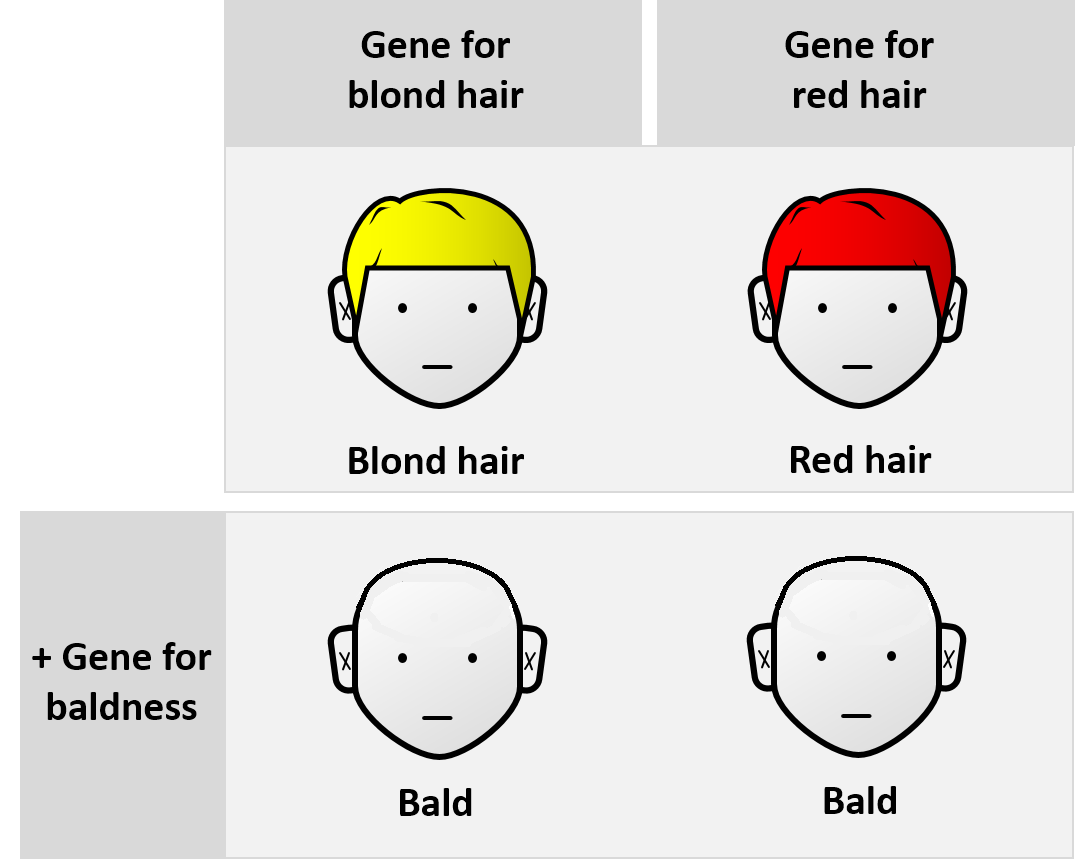
Ген загального облисіння епістатичний генам для світлого волосся або рудого волосся. Фенотип облисіння замінює гени кольору волосся і тому ефекти не є адитивними.

Епіста́з (від грец. ἐπίστασις — «зупинка, затримка») — взаємодія генів, при якій активність одного гена перебуває під впливом варіацій інших генів. Епістаз — це придушення (інгібування) дії однієї алельної пари генів геном іншої, не алельної їм пари. Розрізняють рецесивний епістаз (епістатують рецесивні алелі; виражається формулою аа> В — вв) і домінантний епістаз (епістатують домінантні алелі; виражається формулою А > В—, вв).
Ген, що пригнічує фенотипічні прояви іншого, називається епістатичним; ген, чия активність змінена або пригнічена, називається гіпостатичним.
Приклади епістатичного впливу тісно зв'язаних генів на пристосованість можна виявити в супергенах і головному комплексі гістосумісності. Ефект може виявлятися як безпосередньо на рівні генів, при цьому продукт епістатичного гена запобігає транскрипції гіпостатичного, так і на рівні фенотипів.